# Échange
Pour la revue littéraire Échanges (1929-1931), voir Jacques-Olivier Fourcade.
 (février 2018).
Un échange est un acte entre 2 parties et des échanges désignent des relations entre des personnes physiques, des organisations, des États. Pour qu'un échange existe, il faut qu'il y ait au moins deux parties (il peut y en avoir plusieurs, comme dans le commerce triangulaire) entre lesquelles ont lieu soit des dons, soit des flux, soit des messages réciproques.
Un échange est positif si les deux parties y ont un avantage, il est neutre si cela ne change rien pour les deux parties, et il est négatif s'il est désavantageux pour les deux parties. Il est déséquilibré si les deux parties n'y ont pas le même avantage.

## Différents types d'échanges
Les distinctions proposées ci-dessous sont des exemples d'échanges, mais on peut proposer une typologie plus conceptuelle en distinguant d'abord entre :
- les échanges cinétiques, qui concernent simplement les flux : on parle d'échange de population entre la ville et la campagne, ou d'échanges de températures.
- les échanges communicationnels, qui concernent les messages, les échanges verbaux ou écrits.
- les échanges économiques, où deux transferts sont mutuellement contrepartie l'un de l'autre. C'est ainsi que l'on s'échange des cartes, des bijoux, des objets, etc. Chacun des termes de la transaction constitue un transfert qui n'existerait pas sans l'autre.

Cette distinction est tirée de .
- Un échange en économie est le transfert commercial d'une marchandise contre paiement en nature ou monnaie ; on parle aussi de valeur d'échange.
- En anthropologie, la notion d'échange fait référence au don et au contre-don, mais aussi à la réciprocité voir à la mutualité.
- En vente, l'échange standard désigne le remplacement à l'identique d'un bien déjà possédé par le client.
- Dans le sport professionnel, un échange est un transfert réciproque de joueurs entre deux clubs.
- En programmation, l'échange de deux variables est une opération élémentaire.
- En mécanique quantique, l'échange de deux particules fermioniques de même spin.

Dans l'exemple anthropologique donné ci-dessus, la notion d'échange est mise en rapport avec l'idée de don. Cette assimilation est contre-intuitive, et trouvera une justification ci-dessous. Remarquons simplement que les dons et les échanges sont structurellement différents :
Dans
un don, les deux dons éventuellement réciproques  (don et
contre-don) ne sont pas mutuellement exigibles.
En
revanche, dans un échange, les deux dons sont chacun la contrepartie
de l'autre.
Il faut faire une différence entre une contrepartie (échange) et un contre-don (don).

## Échange et rapport social entre tribus
Dans les sociétés primitives, l'échange était considéré comme une garantie de paix entre les tribus. Il suit un schéma qui est le suivant. On part du principe que l'échange se fait dans un premier temps entre un donneur et un receveur.
- Le donneur donne quelque chose d'une certaine valeur (objet, aliments, aide…)
- Le receveur se doit d'accepter. S'il n'accepte pas, cela signifie qu'il refuse le rapport social.
- Le receveur doit rendre un élément d'une autre valeur, de préférence supérieure, et pas immédiatement. S'il rend immédiatement, c'est qu'il refuse le rapport social.

Ce rituel est établi chez certaines tribus d'indiens d'Amérique sous le nom de Potlach.

## Échange et actes de parole
Récemment le fonctionnement des échanges d'ordre économiques et sociologiques ont été étudiés de façon à être articulés aux échanges langagiers. La théorie des actes de parole de J.L. Austin et J. Searle permet d'analyser diverses formes d'échange en tant que fait social total, en considérant les particularités des règles et valeurs institutionnelles qui les déterminent. Nécessaires au fonctionnement de toute institution, les actes de parole en interaction non seulement régissent, mais constituent les échanges (verbaux et non verbaux) d'un point de vue sémiotique.